# WD 1145+017

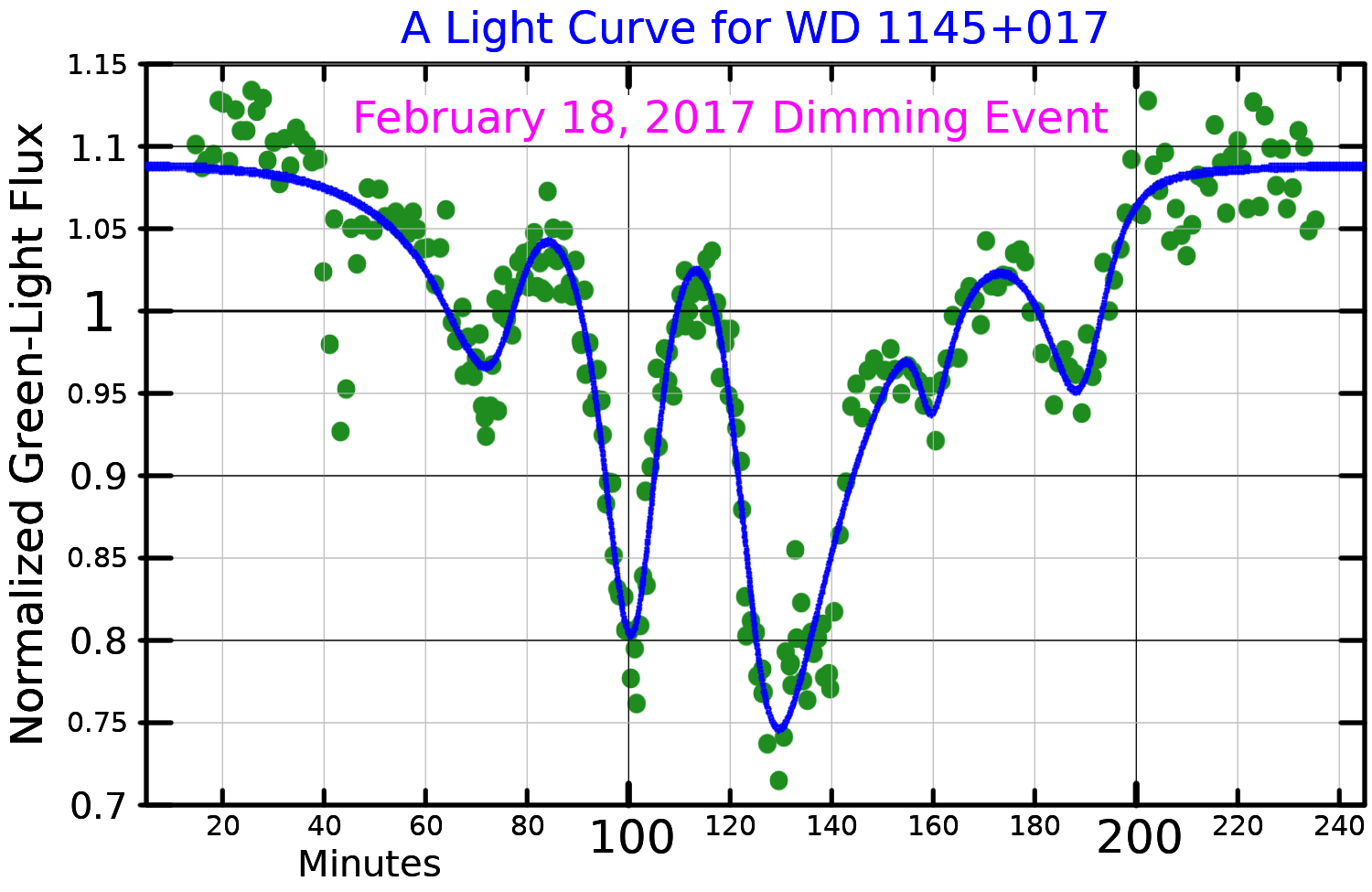
WD 1145+017的光变曲线

WD 1145+017 (也稱為EPIC 201563164)是位於室女座，距離地球大約570光年（170秒差距）的一顆白矮星。它是第一顆經由凌日法觀測到有行星質量天體環繞著的白矮星。

## 恆星的性質
這顆白矮星的質量為0.6 M☉，半徑0.02 R☉（1.4 R🜨），表面溫度15,900 K，是顆典型的白矮星。它的年齡是1億7,500年。這顆白矮星有下列元素的強烈吸收譜線：鎂、鋁、矽、鈣、鐵和鎳。這些通常在岩石行星中被發現的元素，是經由通過恆星的混合汙染了恆星的表面，要經過100萬年才會從視野中消失。
根據最近的研究和它的質量，這顆恆星在成為紅巨星之前可能是一顆早期F型主序星（光譜類型F0）。
這顆恆星的視星等，或者說從地球觀察所見有多亮，大約是17等。因此，它是太暗淡而不可能用裸眼直接看見。

## 行星系
| 成員 (依恆星距離) | 质量         | 半長軸 (AU) | 轨道周期 (天) | 離心率  | 傾角 | 半径     |
| ----------------- | ------------ | ----------- | ------------- | ------- | ---- | -------- |
| b                 | 0.0006678 M⊕ | ~0.005      | 0.1875 ± 0.04 | —       | ~89° | ~0.01 R⊕ |
| Dusty disk        | 0.5? AU      | 0.5? AU     | 0.5? AU       | 0.5? AU | —    | —        |

被懷疑的微行星，WD 1145+017 b，其軌道週期為4.5小時， 位於會被母恆星撕裂的距離內，所以應該是在這顆恆星成為白矮星之前的前行星殘骸。這是第一次觀察到受到白矮星影響的行星碎片，在軌道上也還看見一些其它的大碎片。所有的碎片，無論大小，其軌道週期都在4.5至4.9小時之間。在恆星的光譜中顯示，岩石的物質正落到恆星上。這個系統是在克卜勒太空望遠鏡擴展的K2任務中發現的。雖然，這個系統不是一個感興趣的目標，但它是在觀測的視野中，而在對觀測到的資料進行分析時，發現了這個系統。
超量的紅外線輻射顯示它有一個溫度為1,150 K（880 °C） 星周盤 ，來自錢卓太空望遠鏡的觀測資料發現WD 1145+017有塵埃碎片，也支持此一結果。

## 註解
1. ↑  白矮星的冷卻年齡，不是實際的年齡。

## 外部連結
- Harvard Center for Astrophysics, EPIC 201563164 （页面存档备份，存于）
- AstronomyNow, WD 1145+017 （页面存档备份，存于）
- AmericaSpace, WD 1145+017 （页面存档备份，存于）

## 延伸閱讀
- Andrew Vanderburg, John Asher Johnson, Saul Rappaport, Allyson Bieryla, Jonathan Irwin, John Arban Lewis, David Kipping, Warren R. Brown, Patrick Dufour, David R. Ciardi, Ruth Angus, Laura Schaefer, David W. Latham, David Charbonneau, Charles Beichman, Jason Eastman, Nate McCrady, Robert A. Wittenmyer, Jason T. Wright.  (PDF). Nature. 11 June 2015, 526: 546–549 (22 October 2015)  [2015-11-25]. Bibcode:2015arXiv151006387V. arXiv:1510.06387 . doi:10.1038/nature15527. （原始内容 (PDF)存档于2020-08-03）.
- Bryce Croll, Paul A. Dalba, Andrew Vanderburg, Jason Eastman, Saul Rappaport, John DeVore, Allyson Bieryla, Philip S. Muirhead, Eunkyu Han, David W. Latham, Thomas G. Beatty, Robert A. Wittenmyer, Jason T. Wright, John Asher Johnson, Nate McCrady. . arXiv. 8 October 2015 (21 October 2015). Bibcode:2015arXiv151006434C. arXiv:1510.06434 .